# Цетреус, Пернилла
Ева Пернилла Цетреус (швед. Eva Pernilla Zethraeus; род. 23 июля 1962, Brämhult) — шведский политик, участвовавшая в муниципальной работе, а также бывшая депутатом шведского парламента от Левой партии Швеции.

## Биография
Цетреус родилась в Брамхульте в бывшем округе Эльвсборг (Вестергётланд).

В 1990-х годах она состояла в муниципальном совете Евле.

С 1998 года Цетреус стала членом Левой партии Швеции, где в 2000—2005 годах была партийным секретарем.

В 2006 году она была избрана в парламент Швеции по избирательному округу Стокгольма.
17 июня 2008 года Пернилла Цетреус из-за синдрома хронической усталости по собственному желанию была освобождена от парламентского мандата, который был передан Амине Какабаве.